# لوكاس دي فرانسيسكو
لوكاس دي فرانسيسكو (بالإسبانية: Lucas De Francesco)‏ (21 سبتمبر 1981 في الأرجنتين - ) هو لاعب كرة قدم أرجنتيني في مركز الهجوم. لعب مع نادي بانيتوليكوس ونادي خورخي ويلسترمان ونادي كافالا وGS Ilioupolis ‏ وClub Atlético Douglas Haig ‏ ونادي أكراتيتوس ‏ وUnión de Mar del Plata ‏.

## وصلات خارجية
- لوكاس دي فرانسيسكو على موقع قاعدة بيانات كرة القدم.إي يو (الإنجليزية)